# Stadion Łokomotiw w Płowdiwie
Stadion Łokomotiw (bułg. Стадион Локомотив) – stadion sportowy w Płowdiwie, w Bułgarii. Został otwarty w 1982 roku. Może pomieścić 12 000 widzów. Swoje spotkania rozgrywają na nim piłkarze klubu Łokomotiw Płowdiw.
Stadion Łokomotiwu Płowdiw został wybudowany w latach 1980–1982. Stadion wyposażony był w bieżnię lekkoatletyczną, którą okalały jednopoziomowe trybuny. Pierwotnie pojemność obiektu wynosiła 24 000 widzów. W sezonie 2003/2004 Łokomotiw zdobył swój pierwszy tytuł mistrza kraju. Niedługo po tym zaczął osuwać się fragment trybuny za północnym łukiem stadionu, w związku z czym połowa tej trybuny została całkowicie usunięta. W 2013 roku zainstalowano na stadionie sztuczne oświetlenie, ale także wyburzono pozostały fragment trybun na północnym łuku. W planach jest budowa nowej trybuny za północną bramką.